# Гай Скрибоний Курион (пропретор)
Гай Скрибо́ний Курио́н (лат. Gaius Scribonius Curio; родился около 84 года до н. э. — погиб 24 августа 49 года до н. э. близ Баграды, провинция Африка, Римская республика) — римский государственный деятель и военачальник из плебейского рода Скрибониев Курионов, высшей точкой карьеры которого стала пропретура 49 года до н. э. В молодости Курион был близким другом Марка Антония, некоторое время принадлежал к окружению политика-демагога Публия Клодия, а позже вместе с отцом боролся против начинавшего свою карьеру Гая Юлия Цезаря. В 50 году до н. э. стал народным трибуном и заключил тайный союз с Цезарем. Позиционируя себя как независимого политика, Курион выдвинул требование, фактически выгодное только Гаю Юлию — чтобы и последний, и его соперник Гней Помпей сложили свои полномочия и распустили армии. Потерпев неудачу, Курион открыто присоединился к Цезарю.
После начала гражданской войны Гай Скрибоний стал военачальником в цезарианской армии (49 год до н. э.). Он получил полномочия пропретора и был отправлен Гаем Юлием в Сицилию и Африку на борьбу с находившимися там войсками помпеянцев. Куриону удалось занять Сицилию без боя, но в Африке его противника поддержал царь Нумидии Юба. Поэтому в сражении у реки Баграда Гай Скрибоний потерпел поражение и погиб.
Курион был талантливым оратором, но не успел реализовать свои способности из-за ранней гибели. Его женой была Фульвия, вдова Клодия, впоследствии ставшая женой Марка Антония. Единственного сына Гая казнили по приказу Октавиана после битвы при Акции в 30 году до н. э.

## Биография

### Происхождение
Гай Скрибоний принадлежал к плебейскому роду Скрибониев, представители которого впервые упоминаются в связи с событиями Второй Пунической войны. В «Пунике» Силия Италика фигурирует Скрибоний Курион родом из Пицена, сражавшийся при Каннах и утонувший в реке Ауфид. Впрочем, достоверно известно, что когномен Курион впервые появился у представителя следующего поколения, из-за чего антиковед Фридрих Мюнцер поставил под сомнение и происхождение Скрибониев из Пицена. Уверенно можно сказать только, что этот род был одним из тех аристократических семейств, которые в III веке до н. э. перебрались в Рим из других городов Италии.
Курионы впервые достигли претуры в 174 году до н. э. Их дальнейшее возвышение связано с ораторским талантом, передававшимся от отца к сыну в трёх поколениях. Первым видным оратором из этого рода был дед Гая Скрибония, носивший тот же преномен и занимавший должность претора около 121 года до н. э. Отец Куриона, имевший репутацию человека религиозного и высоконравственного, преданный делу оптиматов, достиг консулата в 76 году до н. э. и в дальнейшем был одним из видных представителей римского сената. К концу 60-х годов до н. э. он принадлежал к числу влиятельнейших политиков Рима
По матери Гай Скрибоний был внуком Луция Меммия, которого Цицерон упоминает как оратора времён Югуртинской войны. Возможно, братом деда Куриона был Гай Меммий, народный трибун 111 года до н. э., известный как враг сенатской аристократии.

### Ранние годы
Брак Гая Скрибония-старшего и Меммии в историографии датируют примерно 90 годом до н. э., а рождение Гая Скрибония-младшего — примерно 84 годом. Первые упоминания в источниках этого представителя «блистательного семейства» относятся к концу 60-х годов и связаны с тесной дружбой Куриона с Марком Антонием (будущим триумвиром). Античные авторы, настроенные враждебно по отношению к последнему, постарались изобразить эту дружбу, как и в целом образ жизни юного Гая Скрибония, в исключительно негативных тонах.
Так, сообщается, что благодаря влиянию Куриона Антоний пристрастился к алкоголю, разврату и роскоши. Гай Скрибоний пытался уговорить отца, чтобы тот погасил часть огромных долгов Антония (по некоторым сведениям, таковые достигли 250 талантов) или хотя бы поручился за него, и добился успеха только благодаря посредничеству Цицерона. При этом Курион-старший неоднократно выгонял Антония из своего дома и запретил сыну с ним видеться. Кроме того, Цицерон в одной из своих филиппик, произнесённой через шесть лет после гибели Куриона-младшего, утверждает, что Антоний и Скрибоний были любовниками. Обращаясь к триумвиру, он говорит:

Курион… отвлёк тебя от ремесла шлюхи и — словно надел на тебя столу — вступил с тобой в постоянный и прочный брак. Ни один мальчик, когда бы то ни было купленный для удовлетворения похоти, в такой степени не был во власти своего господина, в какой ты был во власти Куриона.
— Марк Туллий Цицерон. Вторая филиппика против Марка Антония, 44—45.
В историографии этим сообщениям Цицерона не доверяют: они появились спустя много лет после предполагаемых событий и другими источниками не подтверждаются. В римском обществе не закрепились такие представления о дружбе Куриона и Антония. К тому же обвинения в пассивной гомосексуальности были обычным приёмом политической борьбы в Риме, и в данном случае они могли утратить существенную часть своей силы из-за их чрезмерного употребления Цицероном.

### Начало карьеры
Политическая деятельность Гая Скрибония началась не позже 61 года до н. э., причём до самой смерти отца Курион-младший действовал в политике совместно с ним, несмотря на внутрисемейные разногласия. В 61 году оба Скрибония поддержали молодого аристократа со скандальной репутацией Публия Клодия Пульхра, который в день таинств Доброй богини проник в дом Гая Юлия Цезаря, чтобы встретиться с его женой. Когда один из консулов, Марк Пупий Пизон Фруги Кальпурниан, предложил предать Клодия суду по обвинению в святотатстве, Курион-старший постарался настроить против этой инициативы сенат, а Курион-младший — народное собрание. Цицерон в связи с этим пишет о «юношах с бородками», «стаде Катилины под предводительством „дочки“ Куриона». И отец, и сын потерпели неудачу, но позже Клодий всё-таки был оправдан. В связи с этим эпизодом антиковед М. Деттенхофер отмечает, что Курион-младший уже в юном возрасте умел манипулировать народным собранием.
Некоторое время Курион принадлежал к окружению Клодия — наряду с Марком Антонием и, возможно, Децимом Юнием Брутом Альбином. Цицерон во время суда над Клодием дал показания против него. В результате врагами Марка Туллия стали как гипотетический святотатец, так и оба Куриона. Ситуация изменилась только к 59 году до н. э.: Цезарь, принципиальными противниками которого были Гай Скрибоний-отец, а следом за ним и сын, заключил союз с Клодием, и это подтолкнуло Курионов и Цицерона к примирению. В апреле 59 года Гай Скрибоний-младший дважды встречался с Марком Туллием, и после этого началось сотрудничество между ними. Курион выступал в народном собрании против Цезаря и ещё одного члена первого триумвирата — Гнея Помпея Великого; в связи с этим в источниках сообщается, как театральная публика на одном из представлений встретила Гая Юлия гробовым молчанием, а увидев входящего следом Куриона, взорвалась овациями. О содержании антицезарианских выступлений Гая ничего не известно.
Когда осенью того же года (59 до н. э.) всадник по имени Луций Веттий предложил Куриону участие в заговоре, целью которого было убийство Помпея, Гай Скрибоний не принял предложение и рассказал о нём отцу, а тот предупредил триумвиров. Позже Веттий был арестован и умер в тюрьме. Существует предположение, что дело Веттия было провокацией, задуманной Цезарем для того, чтобы скомпрометировать Клодия (в то время кандидата в народные трибуны) и его сторонников из числа аристократической молодёжи; некоторые учёные полагают, что Курион был главной мишенью. Некоторое время после этой истории Гай Скрибоний оставался близким другом Клодия и его жены Фульвии. Клодий был избран трибуном на 58 год до н. э. и начал вести себя как популяр-радикал, опираясь на вооружённых сторонников из числа бедного плебса и добиваясь изгнания для Цицерона. Как вёл себя в этой ситуации Курион, источники не сообщают. Предположительно он начал тогда отдаляться от клодианского окружения.
За весь период с конца 59 по 53 годы до н. э. Гай Скрибоний упоминается в сохранившихся источниках только один раз: Цицерон говорит о нём в одном из своих писем, называя «предводителем молодёжи» (princeps iuventutis). Это было почётное наименование, не связанное с какими-то полномочиями, но предполагавшее высокий авторитет и блестящие карьерные перспективы. В 55 или 54 году до н. э. Курион получил свою первую магистратуру — он стал квестором при наместнике Азии Гае Клавдии Пульхре и остался в провинции на следующий год в качестве проквестора. Сохранились шесть писем, которые отправил ему в 53 году Цицерон из Рима. Марк Туллий старался удержать Гая Скрибония в составе своей «партии», а для этого убеждал адресата в своей дружбе и советовал «стремиться к высшей славе».

Знай, что на тебя возлагают необычайные надежды и от тебя ожидают того, чего следует ожидать от высшей доблести и высших дарований. Если ты — а это твой долг — готов к этому, и в этом я уверен, то и для нас, твоих друзей, и для всех твоих сограждан, и для государства это будут многочисленные и величайшие представления.
— Марк Туллий Цицерон. К близким, II, 3, 2.
В это самое время в Риме достигла своей кульминации борьба между демагогом Публием Клодием и союзником сенатской аристократии Титом Аннием Милоном. Цицерон просил Гая Скрибония поддержать Милона, который претендовал на консулат. Куриону, по-видимому, трудно было выбрать одну из сторон в этом конфликте, так как и Цицерон, и Клодий оставались его друзьями; возможно, поэтому он не спешил вернуться в родной город. Вскоре после его возвращения, в январе 52 года до н. э., Клодий был убит людьми Милона, и последнему пришлось уйти в изгнание. Курион же вскоре женился на вдове своего друга — Фульвии.
Плутарх в биографии Марка Порция Катона Младшего пишет, будто Гай Скрибоний устроил «роскошные пышные игры», исполняя обязанности эдила. Однако антиковеды считают это следствием простой путаницы: речь шла о погребальных играх в память об отце Куриона, умершем в 53 году до н. э. По словам Плиния Старшего, ради зрителей Гай воздвиг «безумное сооружение из дерева» — два огромных деревянных театра, снабжённых поворотным механизмом. В случае необходимости их можно было разворачивать в разные стороны или объединять в один огромный амфитеатр.

### Трибунат
Следующей после квестуры ступенью в карьере Гая Скрибония должен был стать эдилитет. В 51 году до н. э. Курион планировал добиваться этой магистратуры на следующий год и даже привёз в Рим хищных зверей из Азии и Африки для общественных игр. Но летом 51 года был осуждён и лишён своей должности один из избранных народных трибунов, Сервей, и Гай Скрибоний решил добиваться его места в трибунской коллегии на дополнительных выборах. Эта кандидатура внушала большие опасения многим в сенате («отцы» боялись, что Курион займёт сторону Цезаря в усиливавшейся внутриполитической борьбе). Тем не менее, Гай был избран: Цицерон называет его будущим магистратом в письме, отправленном из Киликии в октябре 51 года. Уже после выборов Гая Скрибония приняли в состав коллегии понтификов, где когда-то состоял его отец.
Известно, что в качестве трибуна Гай Скрибоний пытался добиться возвращения в Рим своего родственника Гая Меммия, приговорённого ранее к изгнанию за подкуп избирателей. Кроме того, Курион сыграл важную роль в истории о предоставлении триумфа Цицерону. Последний во время своего наместничества в Киликии одержал победу над горными племенами и поэтому обратился к сенату с просьбой о триумфе и благодарственном молебствии; сенаторы эту идею одобрили, но не слишком охотно. Некоторые из них проголосовали «за» только потому, что рассчитывали на трибунское «вето». Однако Курион, как он сам признался, именно по этой причине не наложил запрет.
Главные события трибуната Гая Скрибония были связаны с переходом двух самых могущественных людей Республики — Помпея и Цезаря — к открытому противостоянию. Срок полномочий Цезаря в Галлии подходил к концу, и вследствие нескольких постановлений Помпея будущее Гая Юлия находилось под угрозой: ему могли запретить баллотироваться в консулы заочно, а приезд кандидата в город в качестве частного лица позволил бы привлечь его к суду за злоупотребления. Полномочий наместника он мог лишиться уже 1 марта 49 года до н. э. Между тем Помпей уверенно контролировал обе Испании с сильной армией.
В этой ситуации Гай Юлий активно искал новых союзников. Курион сначала был на стороне Помпея и даже предложил отменить аграрный закон Цезаря, но вскоре тайно перешёл на другую сторону. Источники сообщают, что Гай Юлий просто купил его поддержку, зная об огромных долгах трибуна. Согласно Аппиану, если один из консулов 50 года получил от Цезаря 1500 талантов, то Куриону досталось ещё больше. По мнению Ф. Мюнцера, информация о подкупе не соответствует действительности; того же мнения антиковеды Э. Груэн и В. Ласи. М. Деттенхофер отмечает, что Марк Антоний на тот момент уже был убеждённым цезарианцем (это могло повлиять на решение Гая Скрибония), но при этом считает денежный фактор значимым. Кроме того, Курион мог поддержать Цезаря в надежде на более быструю политическую карьеру: об этом пишет Цицерон в трактате «Брут», написанном после смерти Гая Скрибония.
Трибун постарался сохранить в тайне союз с Цезарем и позиционировал себя как независимого политика, действующего во благо республики. В марте 50 года до н. э., когда консул Гай Клавдий Марцелл предложил сенату рассмотреть вопрос об отправке в Галлию преемника Цезаря, Курион внёс встречную инициативу — о разоружении обеих сторон конфликта. Он встретил горячую поддержку со стороны сенаторов (только 25 из них оказались против) и собравшегося возле курии народа. Толпа даже осыпала трибуна цветами.
Помпею пришлось демонстрировать готовность к уступкам. Он заявил, что может сложить с себя полномочия, но сформулировал это достаточно туманно. Курион настаивал на том, что обещаний недостаточно, и требовал сохранения равновесия одним из двух способов: Цезарь и Помпей должны были, по его словам, или одновременно распустить свои армии, или оба оставить за собой командование. Сенату Гай Скрибоний предложил объявить обоих полководцев врагами государства, если они откажутся подчиняться.
Однако сенат не мог принять окончательное решение. В июне Марцелл внёс две инициативы: о назначении преемника Цезарю и о провинциях и армиях Помпея. Сенаторы постановили Цезаря сместить, а за Помпеем сохранить его положение; тогда Курион наложил на эти решения «вето» и предложил решить, «угодно ли сенату, чтобы оба сложили свою власть». Отрицательно ответил всего 21 человек, а утвердительно — 370. На это решение в свою очередь наложил запрет другой трибун, Гай Фурний. Сторонники Помпея попытались оказать давление на Куриона: один из цензоров, Аппий Клавдий Пульхр, собирался исключить его из сената, но второй цензор, Луций Кальпурний Пизон Цезонин, не позволил это сделать.
Рост напряжённости в Риме продолжился из-за слухов о том, что Цезарь с войском уже вторгся в Италию. Марцелл немедленно потребовал от сената объявить Гая Юлия врагом государства; Курион выступил против, заявив, что слухи наверняка ложны. Когда Марцелл приказал Помпею «выступить против Цезаря за отечество» и начать набор армии, Гай Скрибоний осудил действия консула перед народным собранием. Он потребовал постановления, которое бы запрещало кому бы то ни было подчиняться Помпею, но, не сумев ничего добиться и понимая, что срок его трибуната подходит к концу, уехал в Равенну к Гаю Юлию (декабрь 50 года до н. э.).
Согласно Аппиану, Курион сразу предложил Цезарю двинуть армию в Италию. Однако тот отправил Гая Скрибония обратно в Рим с письмом, представлявшим собой последнюю попытку избежать войны: в нём Гай Юлий ещё раз изъявлял готовность сложить с себя полномочия одновременно с Помпеем, но при этом говорил, что в случае необходимости будет бороться за свои права. Новые консулы, ещё один Гай Клавдий Марцелл и Луций Корнелий Лентул Крус, на заседании сената 1 января 49 года до н. э. попытались воспрепятствовать чтению этого письма, а потом помешали тому, чтобы на его основании был сделан официальный доклад. Наконец, 7 января сенат издал чрезвычайный закон (senatusconsultum ultimum), что означало полный отказ от переговоров. Новые трибуны-цезарианцы Марк Антоний и Квинт Кассий Лонгин, а с ними и Курион, тут же покинули заседание (по словам Аппиана, солдаты Помпея уже начали окружать курию, и безопасность сторонникам Цезаря отказались гарантировать). Той же ночью, переодетые рабами, в наёмной повозке они бежали к Цезарю. Тот, как рассказывает Аппиан, «показал беглецов в таком виде солдатам и, возбуждая их, говорил, что их, совершивших такие подвиги, сенат считает врагами, а вот этих мужей, замолвивших за них слово, постыдно изгоняют». После этой речи Цезарь выступил к границе Италии.

### Участие в гражданской войне и гибель
В январе 49 года до н. э. Курион стал офицером в армии Цезаря, продвигавшейся на юг (возможно, легатом). В конце месяца Гай Юлий направил его с тремя когортами на город Игувий, где стояли пять когорт помпеянца Квинта Минуция Терма. Солдаты Терма разошлись по домам, а город без боя впустил Гая Скрибония. Известно, что в феврале, когда Цезарь осаждал Корфиний, Курион собирал вторую армию из гарнизонов Этрурии и Умбрии, чтобы идти ему на помощь. В марте Гай Скрибоний, по-видимому, был цезарианским наместником в Риме. Наконец, в конце марта Гай Юлий предоставил Гаю Скрибонию полномочия пропретора и направил с четырьмя легионами в Сицилию и Африку. Контроль над этими двумя провинциями был необходим для того, чтобы снабжать Рим продовольствием, так что Курион получил очень важное и ответственное задание, а в случае победы ему были обеспечены слава и почести.
По пути Курион навестил Цицерона, жившего тогда на вилле под Кумами. Вероятно, целью Гая Скрибония было убедить оратора остаться в Италии и поддержать цезарианский режим, а тот надеялся, что ему разрешат остаться нейтральным и уехать на Балканы. Сохранились письма, в которых Цицерон сообщает об этом визите своему другу Титу Помпонию Аттику. По его словам, Курион рассказал, что уверен в скорой победе Цезаря и что последний может перейти от своей «политики милосердия» к террору, «если утратит расположение народа». На будущее республики Гай смотрел с пессимизмом: «Когда я стал его спрашивать, — пишет Марк Туллий, — что он предвидит, какой исход, какой государственный строй, он открыто признался, что не остается никакой надежды…».
Помпеянский наместник Сицилии Марк Порций Катон бежал из провинции без боя 24 апреля. Это стало большой победой цезарианской «партии», поскольку контроль над Сицилией означал решение продовольственной проблемы для Рима и всей Италии. Следующие три с половиной месяца Курион занимался обеспечением снабжения столицы и подготовкой к высадке в Африке; наконец, примерно 8 августа он отплыл из Лилибея и на третий день пристал к африканскому берегу. С собой пропретор взял только два легиона и 500 всадников (Цезарь пишет, что пропретор недооценил силу Публия Аттия Вара, контролировавшего эту провинцию от имени Помпея).
Гаю Скрибонию удалось беспрепятственно высадиться недалеко от города Клупея, хотя у противника был флот. В дальнейшем он расположился в «Корнелиевом лагере» рядом с Утикой. Первые столкновения с войсками Аттия Вара и с авангардом царя Нумидии Юбы, поддержавшего помпеянцев, закончились победой Гая Скрибония, так что легионеры даже провозгласили его «императором». Но вскоре ситуация изменилась из-за вражеской пропаганды: солдаты Куриона ещё зимой служили Помпею вместе с квестором Секстом Квинтилием Варом; теперь этот офицер появился в Африке и начал «обходить фронт Куриона и заклинать солдат не забывать о своей первой присяге».
В цезарианском лагере «распространился большой страх». На военном совете пропретору предложили либо нанести решительный удар по врагу, взяв штурмом его лагерь, либо отступить (может быть, даже в Сицилию). Но Курион принял компромиссное решение: не отступать и не штурмовать укреплённые позиции. Вместо этого он начал большое полевое сражение уже на следующий день. Его конница смогла опрокинуть правый фланг противника, после чего вся армия Аттия Вара начала беспорядочно отступать; Цезарь утверждает, будто со стороны Гая Скрибония погиб только один солдат, а у помпеянцев было 600 погибших и тысяча раненых.
Аттий Вар отступил из лагеря в Утику, и Курион осадил город. Но вскоре появилась информация о приближении Юбы с большой армией: у царя, по данным Аппиана, было 30 тысяч пехотинцев, 20 тысяч конницы, множество легковооружённых и 60 слонов. Гай Скрибоний, узнав об этом, вернулся в «Корнелиев лагерь» и отправил в Сицилию приказ отправить к нему ещё два легиона и всю оставшуюся на острове конницу. Пропретор рассчитывал затянуть войну, и дополнительные надежды на успех появились у него благодаря известиям о победе Цезаря в Испании. Но события пошли по другому сценарию.
Куриону сообщили, что Юба будто бы вернулся в своё царство, оставив вместо себя военачальника Сабурру. Это заставило Гая Скрибония активизироваться: он направил конницу в ночной рейд, а узнав о её успехах, двинул против врага всю армию. Сабурра начал отступать, заманивая цезарианцев под удар основных сил (в действительности, царь остался в провинции Африка). Римская конница, утомлённая ночными боями, отстала. Наконец, нумидийцы начали окружать армию Куриона; пропретор, увидев, что его люди охвачены паникой, приказал прорываться к близлежащим холмам, но и их уже занял противник. В этот критический момент префект конницы Гней Домиций уговаривал Гая Скрибония спасаться бегством, но тот «твёрдо заявил, что после потери армии, вверенной ему Цезарем, он не вернётся к нему на глаза», и бросился в гущу боя. Курион погиб с оружием в руках; вместе с ним погибла и вся пехота, и только часть конницы смогла спастись.
Голову Гая Скрибония преподнесли Юбе, а его тело так и осталось непогребённым.

## Интеллектуальные занятия
Гай Скрибоний принадлежал к семье, представители нескольких поколений которой прославились как ораторы. Его отец, по мнению некоторых современников, был одним из самых красноречивых представителей своего поколения; по мнению Цицерона, и Курион-младший «стяжал бы великую славу в красноречии, если бы прожил дольше». Он «рассыпал свои мысли, такие обильные, и слова, подчас очень умные, с такой лёгкостью и непринужденностью, что речь его была всех плавнее и всех красивее. Он мало взял от учителей, но сама природа одарила его дивным даром слова». Марк Туллий отказался судить о трудолюбии Куриона, но признал, что рвение его было огромно.
Тексты речей Гая Скрибония, произнесённых им во время трибуната — «сперва против Цезаря, потом за Цезаря», — содержались, судя по периохам, в 109-й книге «Истории Рима от основания города» Тита Ливия. Ф. Мюнцер предположил, что это были подлинные тексты, которые могли быть изданы вскоре после их произнесения.

## Семья
В браке Гая Скрибония и Фульвии родился сын (примерно 50—31 годы до н. э.), преномен которого неизвестен. Фульвия после гибели второго мужа вступила в третий брак, с Марком Антонием, и родила от него ещё двоих сыновей, Марка Антония Антилла и Юла Антония. Курион-младший принадлежал к окружению Антония, сражался на его стороне при Акции и сразу после битвы был казнён. Он стал последним представителем семейства Курионов.

## Оценки личности и деятельности
Гай Юлий Цезарь в своих «Записках о гражданской войне» изобразил Куриона как героя, решившего погибнуть вместе со своей армией. В целом он уделил неудачной африканской кампании 49 года до н. э. необычайно много внимания. Возможная причина тому ― желание Цезаря противопоставить Куриона как носителя римских добродетелей варвару Юбе и таким образом скомпрометировать помпеянцев, союзников последнего. Античные авторы, жившие позже, оценивая личность Гая Скрибония и его роль в римской истории, принимали во внимание в первую очередь его переход из одной политической «партии» в другую, вскоре после которого началась гражданская война. Самой известной является характеристика, данная Куриону Гаем Веллеем Патеркулом:

…Никто не сделал больше для разжигания войны и многочисленных бедствий, которые сопутствовали ей на протяжении следующих двадцати лет, чем народный трибун Г. Курион, человек знатный, красноречивый, наглый расточитель как своего, так и чужого состояния и целомудрия, щедро одаренный беспутством, наделенный даром речи во вред государству, дух которого не мог быть насыщен ни наслаждениями, ни сладострастием, ни богатством, ни честолюбием.
— Гай Веллей Патеркул. Римская история, II, 68, 3—4.
Такая оценка, как и схожие с ней мнения Марка Аннея Лукана, Плутарха, Аппиана и Диона Кассия, могла восходить к тексту Ливия. При этом оба великих современника Гая Скрибония — Цицерон и Цезарь — не связывали переход Куриона из одного политического лагеря в другой с его гипотетической безнравственностью. Лукан вспомнил о Гае Скрибонии («ораторе продажном и дерзком», который когда-то «стоял за свободу») в своей поэме «Фарсалия»:

Жизни достойной твоей воздаем мы, о юноша, славу,

Ибо что пользы скрывать и возможно ли скрыть от вселенной

То, о чем сквозь века хвала неумолчно вещает?

Рим не взращал никогда гражданина, тебя даровитей,

Кто бы верней закон соблюдал, когда праву был верен.

Риму ущерб принесли века развращенные — ныне,

После того, как ужасная власть богатства, тщеславье,

Роскошь — в свой шумный поток неустойчивый разум втянули,

Участь свою изменил Курион, душой изменившись,

Золотом Цезаря вмиг и галльской добычей плененный.

Пусть свое право мечом на выях наших воздвигли

Сулла могучий, и Марий-палач, и Цинна кровавый,

Цезарь с потомством своим, — чья власть с Курионом сравниться

Может? Ведь все они Рим покупали, а он его — продал.
— Марк Анней Лукан. Фарсалия, IV, 811—824.
Данте в «Божественной комедии» поместил Куриона в девятый ров восьмого круга ада, предназначенный для «зачинщиков раздора».
В историографии можно встретить взаимоисключающие характеристики Куриона. Так, итальянский исследователь Э. Лепоре пишет о нём как об «одном из самых энергичных представителей умеренного реформизма, который стремился оставаться независимым от борющихся сторон и выступал за возвращение к конституционному строю»; немецкий учёный Г. Страсбургер — как о «ловком и ветреном политическом таланте». Авторы советской «Истории римской литературы» 1959 года характеризуют Куриона как одного из «легкомысленных политических карьеристов из аристократии» наряду с Марком Целием Руфом и Публием Корнелием Долабеллой. По мнению Э. Груэна, этот политик во время своего трибуната сознательно усиливал напряжённость между Цезарем и Помпеем, чтобы за счёт этого конфликта занять в республике исключительное положение. О независимости Куриона пишет и М. Гельцер.
М. Деттенхофер относит Куриона к самым многообещающим политикам того поколения, которое в конце 40-х годов до н. э. должно было получить доступ к консулату. Однако Гай Скрибоний, по-видимому, не обладал способностями военачальника, что и стало причиной его ранней гибели.

### Исследования
1. Белкин М. Фульвия — фурия римской революции // Мнемон. — 2009. — № 8. — С. 233—248.
2. Белкин М. Цицерон и Марк Антоний: истоки конфликта // Мнемон. — 2002. — С. 133—162.
3. Бобровникова Т. Цицерон. — М.: Молодая гвардия, 2006. — 532 с. — (Жизнь замечательных людей). — ISBN 5-235-02933-X.
4. Грималь П. Цицерон. — М.: Молодая гвардия, 1991. — 544 с. — (Жизнь замечательных людей). — ISBN 5-235-01060-4.
5. Егоров А. Юлий Цезарь. Политическая биография. — СПб.: Нестор-История, 2014. — 548 с. — ISBN 978-5-4469-0389-4.
6. История римской литературы. — М.: Издательство Академии наук СССР, 1959. — Т. 1. — 534 с. — ISBN 5-235-01060-4.
7. Росси Ф. Заговор Веттия // Annali Triestini. — 1951. — № 21. — С. 247—260.
8. Утченко С. Цицерон и его время. — М.: Мысль, 1972. — 390 с.
9. Утченко С. Юлий Цезарь. — М.: Мысль, 1976. — 365 с.
10. Циркин Ю. Гражданские войны в Риме. Побеждённые. — СПб.: Издательство СПбГУ, 2006. — 314 с. — ISBN 5-0288-03867-8.
11. Этьен Р. Юлий Цезарь. — М.: Молодая гвардия, 2009. — 299 с. — (Жизнь замечательных людей). — ISBN 978-5-235-03302-3.
12. Broughton T. Magistrates of the Roman Republic. — New York, 1951. — Vol. I. — 600 p.
13. Broughton T. Magistrates of the Roman Republic. — New York, 1952. — Vol. II. — P. 558.
14. De Ruggiero P. Mark Antony: A Plain Blunt Man (англ.). — London: Pen and Sword, 2014. — 300 p.
15. Dettenhofer Maria H.[нем.]. Perdita Iuventus. Zwischen den Generationen von Caesar und Augustus (нем.). — München: C. H. Beck’sche Verlagbuchhandlung, 1992. — 363 S. — ISBN 3-406-35856-X.
16. Münzer F. Fulvius 113 :  [нем.] // Paulys Realencyclopädie der classischen Altertumswissenschaft. — Stuttgart : J.B. Metzler, 1910. — Bd. VII, 1. — Kol. 281—284.
17. Münzer F. Memmius 12 :  [нем.] // Paulys Realencyclopädie der classischen Altertumswissenschaft. — Stuttgart : J.B. Metzler, 1931. — Bd. XV, 1. — Kol. 619.
18. Münzer F. Scribonius :  [нем.] // Paulys Realencyclopädie der classischen Altertumswissenschaft. — Stuttgart : J.B. Metzler, 1921. — Bd. IIA, 1. — Kol. 858—859.
19. Münzer F. Scribonius 7 // Paulys Realencyclopädie der classischen Altertumswissenschaft. — Stuttgart : J.B. Metzler, 1921. — Bd. IIA, 1. — Kol. 861.
20. Münzer F. Scribonius 10 :  [нем.] // Paulys Realencyclopädie der classischen Altertumswissenschaft. — Stuttgart : J.B. Metzler, 1921. — Bd. IIA, 1. — Kol. 862—867.
21. Münzer F. Scribonius 11 :  [нем.] // Paulys Realencyclopädie der classischen Altertumswissenschaft. — Stuttgart : J.B. Metzler, 1921. — Bd. IIA, 1. — Kol. 867—876.
22. Southern P. Antony and Cleopatra (англ.). — Stroud: Amberley Publishing Limited, 2009. — 189 p.